# Бэйлешти
Бэйлешти (рум. Băilești) — город на юге Румынии, в жудеце Долж.

## История
Впервые упомянут в письменных источниках в 1536 году.
В ходе русско-турецкой войны 1828—1829 годов 14 (26) сентября 1828 года в сражении при «Боэлешти» передовой отряд русских войск генерал-майора барона Гейсмара разгромил превосходящие силы сераскира Видинского.

## География
Расположен в 57 км к юго-западу от города Крайова, в 32 км к северо-востоку от города Калафат и в 18 км к северу от реки Дунай и границы с Болгарией.

## Население
Согласно данным переписи 2011 года население города составляет 17 437 человек. По данным прошлой переписи 2002 года оно насчитывало 20 083 человека. Большую часть населения составляли румыны — 84,98 %; второй крупнейшей этнической группой были цыгане — 9,34 %. По данным переписи населения 2016 года, в городе проживало 19 993 человека. Таким образом, это второй по численности населения город жудеца, после Крайовы.
Динамика численности населения:
| 1948   | 1956   | 1966   | 1977   | 1992   | 2002   | 2011   | 2016   |
| ------ | ------ | ------ | ------ | ------ | ------ | ------ | ------ |
| 15 289 | 15 932 | 18 490 | 19 649 | 22 344 | 20 083 | 17 437 | 19 993 |

## Известные уроженцы
- Ион Митилинеу — румынский государственный деятель, дипломат, министр иностранных дел Румынии (1926-1927).
- Амза Пелля — румынский актёр
- Марчел Юреш — румынский актёр театра и кино
- Адриана Некита — румынская гандболистка
- Джорджана Чучулете — румынская гандболистка
- Валерикэ Гэман — румынский футболист